# Cubagua
Cubagua o Isola di Cubagua (spagnolo: Isla de Cubagua) è la più piccola e meno popolata delle tre isole che costituiscono lo Stato federato venezuelano di Nueva Esparta, dopo Isla Margarita e Coche. Si trova a sedici chilometri a nord della penisola di Araya, la zona continentale più vicina.

## Geografia

Cubagua all'interno di Nuova Esparta, con divisioni territoriali

Mappa di Cubagua

### Topografia
L'isola misura 9,2 per 3,6 km, una forma ellittica con l'asse più lungo est-ovest. La sua superficie è di 22.438 km2. La costa è composta da alcune spiagge e scogliere da 5 a 7 metri a sud e da 20 a 24 metri a nord. La massima elevazione dell'isola dalla cima piatta raggiunge i 32 metri.

### Clima
Il clima è secco e privo di corpi idrici superficiali (l'unica acqua dolce si trova in piccoli bacini sotterranei). Le precipitazioni annuali sono di 250 millimetri, che è il valore di un deserto secco. Le temperature sono vicine ai 25 °C tutto l'anno con poche fluttuazioni.

### Vegetazione
La vegetazione desertica (xerofitica) dell'isola è essenzialmente sterile e comprende una serie di specie di cactus come Cardón de Dato (Ritterocereus griseus), Buche, Melón de Cerro, Sabana o Monte (Melocactus caesius), Guamacho (Pereskia guamacho) e Tonno Opuntia e alcuni legumi (Fabaceae della famiglia) come Mesquite (Prosopis juliflora), Divi-divi (Caesalpinia coriaria) e Sangre Drago (Croton flavens).

### Fauna
L'isola ha piccole popolazioni di lepri, capre selvatiche e una grande popolazione di cani.

## Storia
Il primo insediamento umano sul Cubagua è stato datato al 2325 a.C., nel periodo meso-indiano (5000-1000 a.C.).
Nel 1498, Cubagua fu avvistata da Cristoforo Colombo. Nel 1521, Giacomo Castiglione guidò una spedizione semi-militare, a seguito della quale fece costruire il castello di Araya e fondò la città de "la gloriosa Santa Ines de Nueva Córdoba", la moderna Cumaná, mentre nel 1547 fondò la città di Cadiz (Gades Gadira Nova) sull'isola di Cubagua. Nel 1528, Giacomo Castiglione fondò la città di Nuova Cadice. L'isola di Cubagua fu il primo fulcro abitativo e commerciale della costa venezuelana generatosi a seguito della tratta degli schiavi. Si rese quindi necessario fondare delle città affinché i territori potessero attrarre uomini facoltosi disposti a stabilirvisi. La prima città fu Nueva Cádiz, fondata tra il 1510 e il 1512, sebbene il suo ayuntamiento fu creato solo nel 1527; fecero seguito le città di Nueva Córdoba (oggi Cumaná) nel 1520, La Asunción nel 1525 e Coro nel 1527. La città divenne sinonimo di soppressione da parte dei conquistadores in Sud America e che raggiunse una popolazione di 1500 persone. 
Dal punto di vista geologico e geografico il Venezuela è situato al confine di due placche tettoniche, quella caraibica e quella sudamericana, in aggiunta, è attraversato da tre grandi sistemi di faglie geologiche: la faglia di Boconó, quella di El Pilar e quella di San Sebastian. Il primo importante terremoto segnalato dopo l'insediamento delle coste caraibiche fu quello che nel 1530 colpì la città di Nuova Cadice sull'isola di Cubagua e distrusse inoltre la fortezza di Nueva Toledo, oggi nota come Cumaná. Nel 1541, la città di Nuova Cadice subì gli effetti di uno tsunami, mentre nel 1543, la città fu soggetta a nuovi terremoti e uragani dagli esiti disastrosi che la resero deserta. Al terremoto sopravvisse la statua della Vergine della Valle, poi spostata nell'Isola Margarita. Le rovine sono state dichiarate Monumento Nazionale del Venezuela nel 1979.

## Trasporti
L'isola di Cubagua non ha strade. È servito da traghetti e altre imbarcazioni da Punta de Piedras, la capitale del comune di Tubores situata a 8 km (5 miglia) a nord-est di Isla Margarita. Il passaggio dura meno di 2 ore. Il molo di sbarco si trova all'estremità orientale di Playa Charagato, il principale insediamento di Cubagua.
Un faro che segna Punta Charagato si trova a nord-est per aiutare il traghetto Isla Margarita e un altro faro si trova a Punta Brasil a nord-ovest per aiutare i traghetti di Punta de Piedras e Puerto la Cruz.

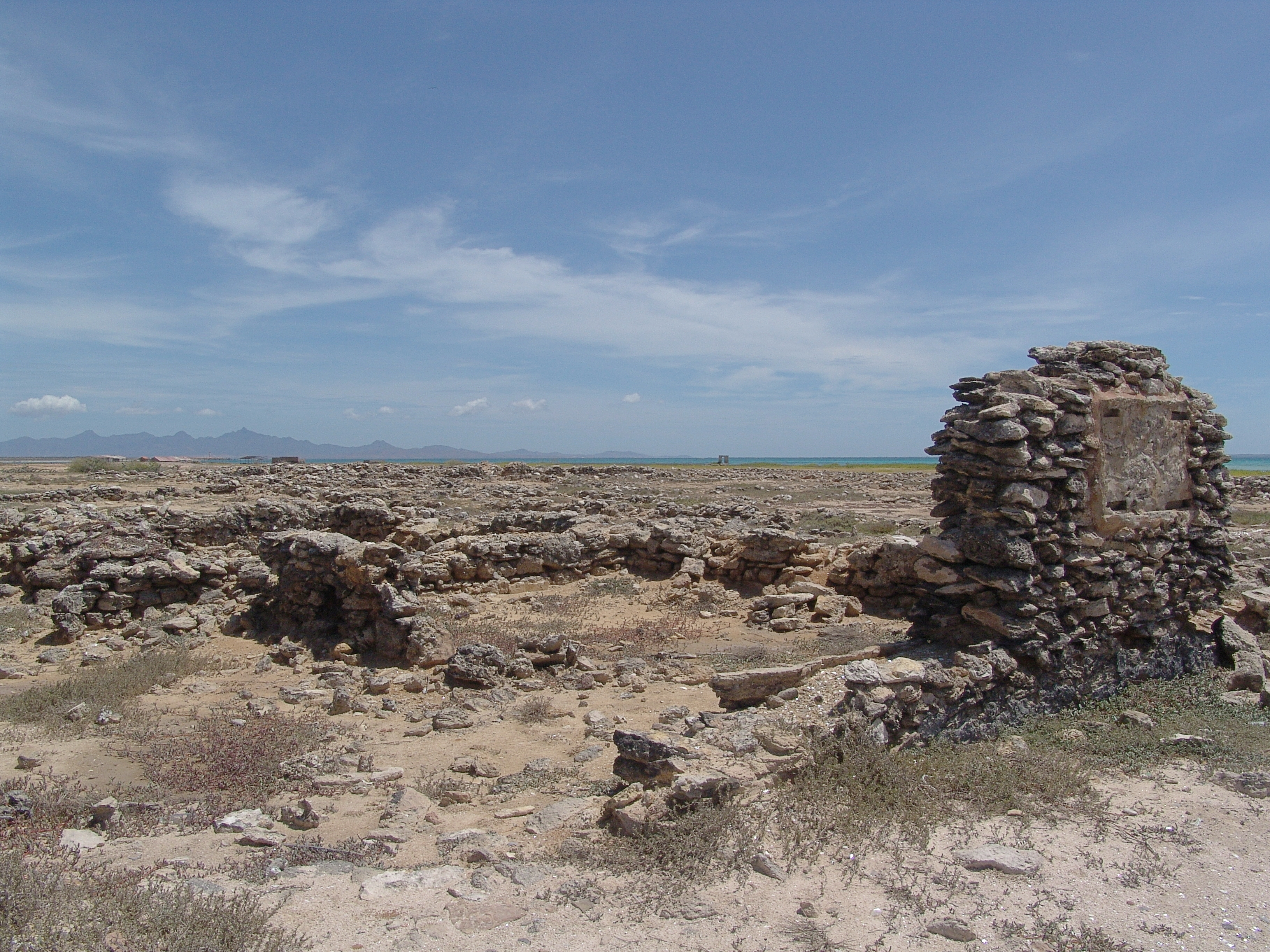
Rovine di Nueva Cádiz

## Amministrazione
Cubagua fa parte del comune di Tubores, uno degli 11 comuni dello Stato federato di Nueva Esparta.